# Ū

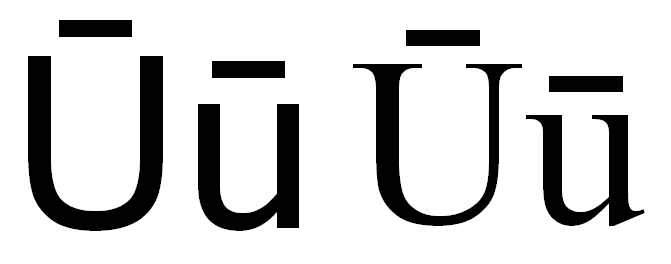

Ū (minuskule ū) (litevsky u su brūkšneliu, je písmeno latinky. Vyskytuje se v litevštině, lotyštině, žemaitštině, latgalštině, livonštině, jorubštině (při vyznačování tónů), wolofštině, havajštině, maorštině, maršalštině, v jazyce mōriori, v některých dalších, pokud označuje délku. Ve většině jazyků označuje dlouhé ú, v jiných označuje tón.

## Použití v Unikódu
| HTML  | Klávesa Alt | Unicode  |
| ----- | ----------- | -------- |
| &#362 | Alt + 0219  | U + 016A |
|       |             |          |

| HTML  | Klávesa Alt | Unicode  |
| ----- | ----------- | -------- |
| &#363 | Alt + 0251  | U + 016B |
|       |             |          |